# Muszaka
A muszaka vagy rakott padlizsán a Balkán régió, a Kelet-Mediterráneum és a Közel-Kelet padlizsánalapú, húsos főétele. A régión kívül a legismertebb a görög változat.

## Etimológia
A név az arab مسقعة (musaqqaʿa, „hűtött”) szóból származik. Ezt a nevet használják a görögök (μουσακάς), a törökök (musakka) és a délszláv nyelvek is (musaka/мусака). Más nyelveken egyszerűen rakott padlizsánnak nevezik.

## Elkészítése
A legtöbb változat alapja a pirított padlizsán és a paradicsom, amit általában darált hús egészít ki. A görög változatban hús és padlizsán alkotta rétegek szerepelnek, melyeket fehérmártás/besamelmártással borítanak, majd megsütnek. A török musakka nem rétegzett. Ehelyett magas hőfokon, kevés zsíron serpenyőben pirított (sauté) padlizsánból, zöld borsból, paradicsomból, hagymából és darált húsból készül, cacıkkal (kb. dzadzíki) és piláffal fogyasztják. Léteznek cukkinis, sárgarépás és burgonyás változatai is. A szerb és bolgár verzióban padlizsán helyett burgonya szerepel, darált sertéshús, a felső réteget pedig nyers tojással és néhány kanál liszttel kevert joghurt alkotja. Az arab világban a muszaka főleg paradicsomból és padlizsánból álló főzött saláta – az olasz caponatához hasonló –, és hidegen, mezzeként szolgálják fel.
A modern görög változatot vélhetőleg Celemendész (Τσελεμεντές) alkotta meg az 1920-as években. Három rétegből áll: az alsóban pirított (sauté) padlizsánszeletek vannak; a középsőt darált marhahús alkotja, vöröshagymával, fokhagymával, szeletelt paradicsommal megfőzve, fahéjjal, szegfűborssal és feketeborssal fűszerezve; tetején besamelmártás vagy tejsodó. Az összeállított muszakát addig sütik, míg a teteje megbarnul. Általában langyosan tálalják.
Szerbiában és Bulgáriában szintén ismerik a háromrétegű változatot: az alsó rétegben darált sertés- és marhahús található, a középső rétegben szeletelt burgonya, a felső réteg valamilyen mártás. A rétegeket külön megfőzik, egymásra teszik és addig sütik, míg a teteje megbarnul.
A Balkán többi részén is a felső réteget gyakran mártás alkotja, ez a változat jutott el az Egyesült Királyságba Elizabeth David Mediterranean Cookery c. könyvével, és ott ezt tekintik a klasszikus változatnak. Gyakran reszelt sajtot vagy zsemlemorzsát szórnak a tetejére.
Az alaprecept számos változata létezik, néha a mártást hagyják el, máskor a zöldségeket variálják. A Görögországban leggyakoribb változat a padlizsán mellett tartalmazhat cukkinit, részben sült burgonyát vagy pirított gombát is. Celemendész szakácskönyve ismer böjti muszakát is, amibe nem kerül sem hús, sem besamel, kizárólag zöldségek (darált padlizsán játssza a hús szerepét), paradicsomszósz és zsemlemorzsa. Egyes esetekben a muszakát szőlőlevelekkel díszítik (a görög konyhában gyakran megjelenik a levélbe tekerés – dolma).

## Fordítás
- Ez a szócikk részben vagy egészben a Moussaka című angol Wikipédia-szócikk ezen változatának fordításán alapul.  Az eredeti cikk szerkesztőit annak laptörténete sorolja fel. Ez a jelzés csupán a megfogalmazás eredetét és a szerzői jogokat jelzi, nem szolgál a cikkben szereplő információk forrásmegjelöléseként.